# Hypoderma eucalypti
Hypoderma eucalypti är en svampart som beskrevs av Cooke & Harkn. 1884. Hypoderma eucalypti ingår i släktet Hypoderma och familjen Rhytismataceae.   Inga underarter finns listade i Catalogue of Life.